# Cappella del Succorpo
La cappella del Succorpo, detta anche confessione di San Gennaro o cappella Carafa, è una cappella rinascimentale del duomo di Napoli, corrispondente alla cripta della chiesa.

## Storia e descrizione

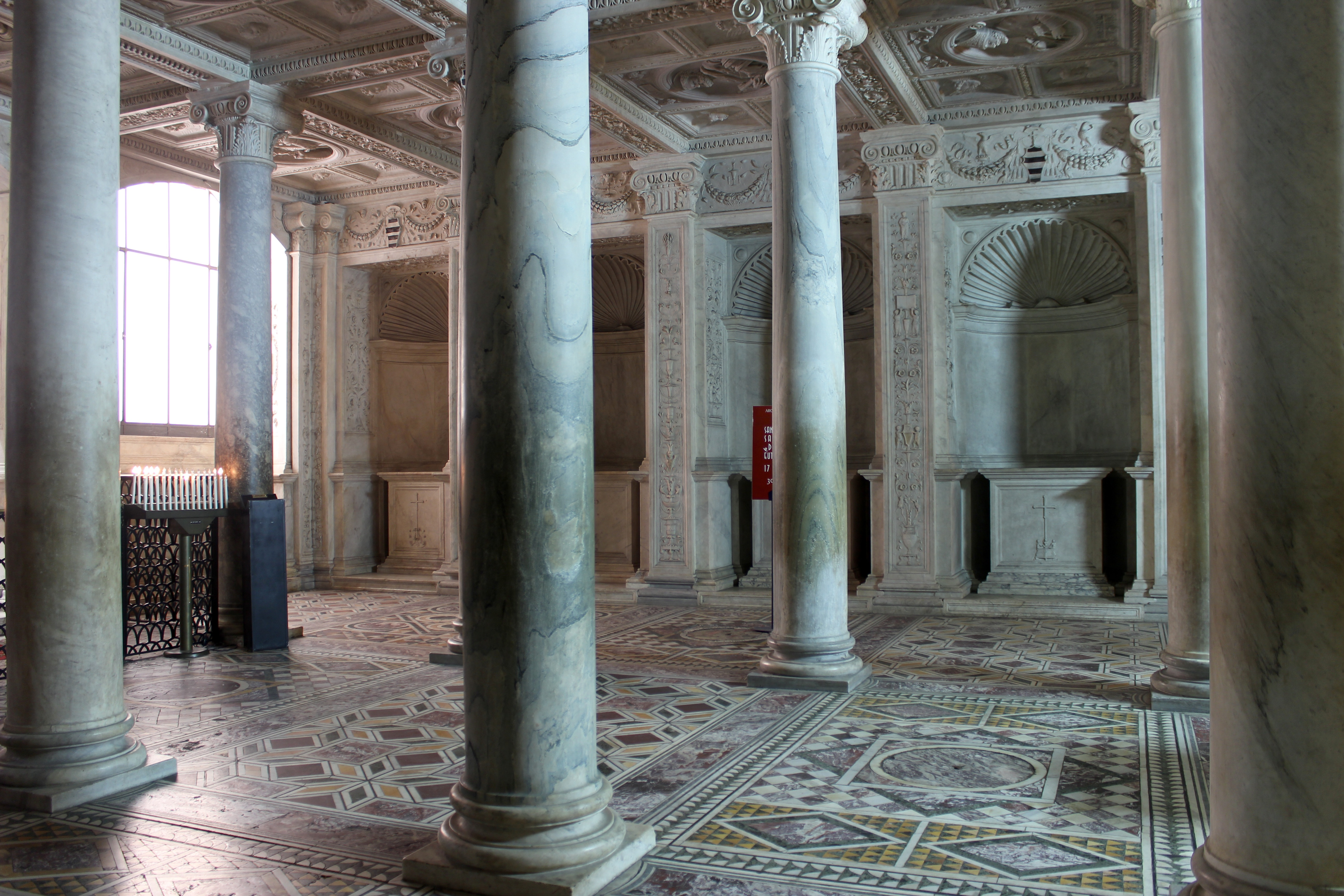
Lato destro

La cappella venne eretta in stile rinascimentale per volontà del cardinale Oliviero Carafa nel 1497 che, proprio in quell'anno, riportò in città le reliquie di san Gennaro, dall'831 e fino ad allora nascoste nel santuario di Montevergine ad Avellino dove lo stesso Oliviero era cardinale commendatario. I lavori alla cappella furono terminati nel 1506. Il progetto, abbastanza complesso per via del posizionamento della stessa cappella sotto la grande abside della chiesa, è stato attribuito da alcuni studiosi al Bramante, in buoni rapporti col Carafa e registrato in città in quell'anno su invito dello stesso cardinale, mentre altri lo attribuiscono allo scultore Tommaso Malvito, che forse si occupò dei lavori conclusivi dell'opera.
La cappella fu restaurata sul finire dell'Ottocento da un membro della famiglia Carafa, la quale ancora oggi ne detiene la proprietà.

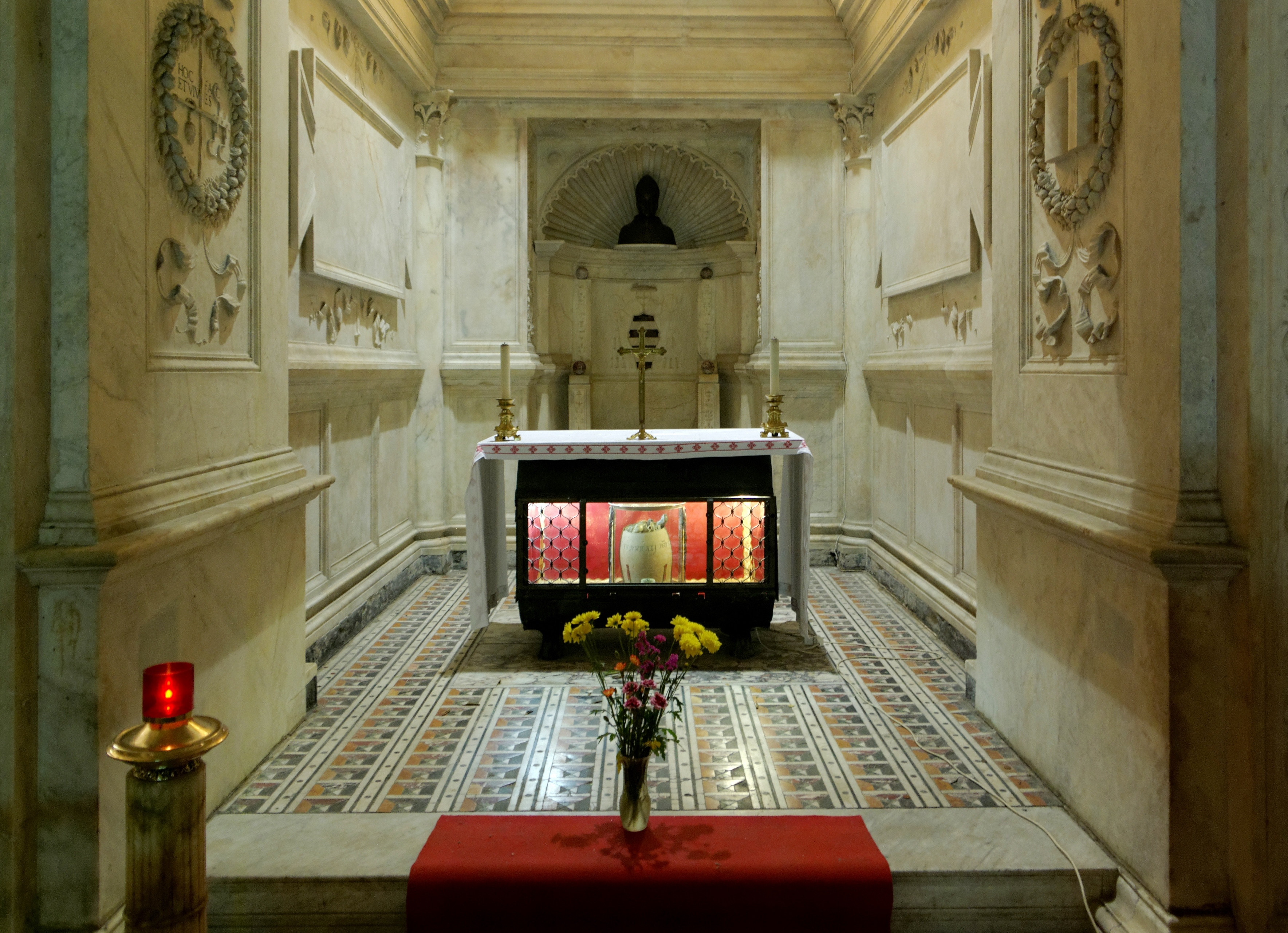
Altare con l'urna contenente le reliquie del santo

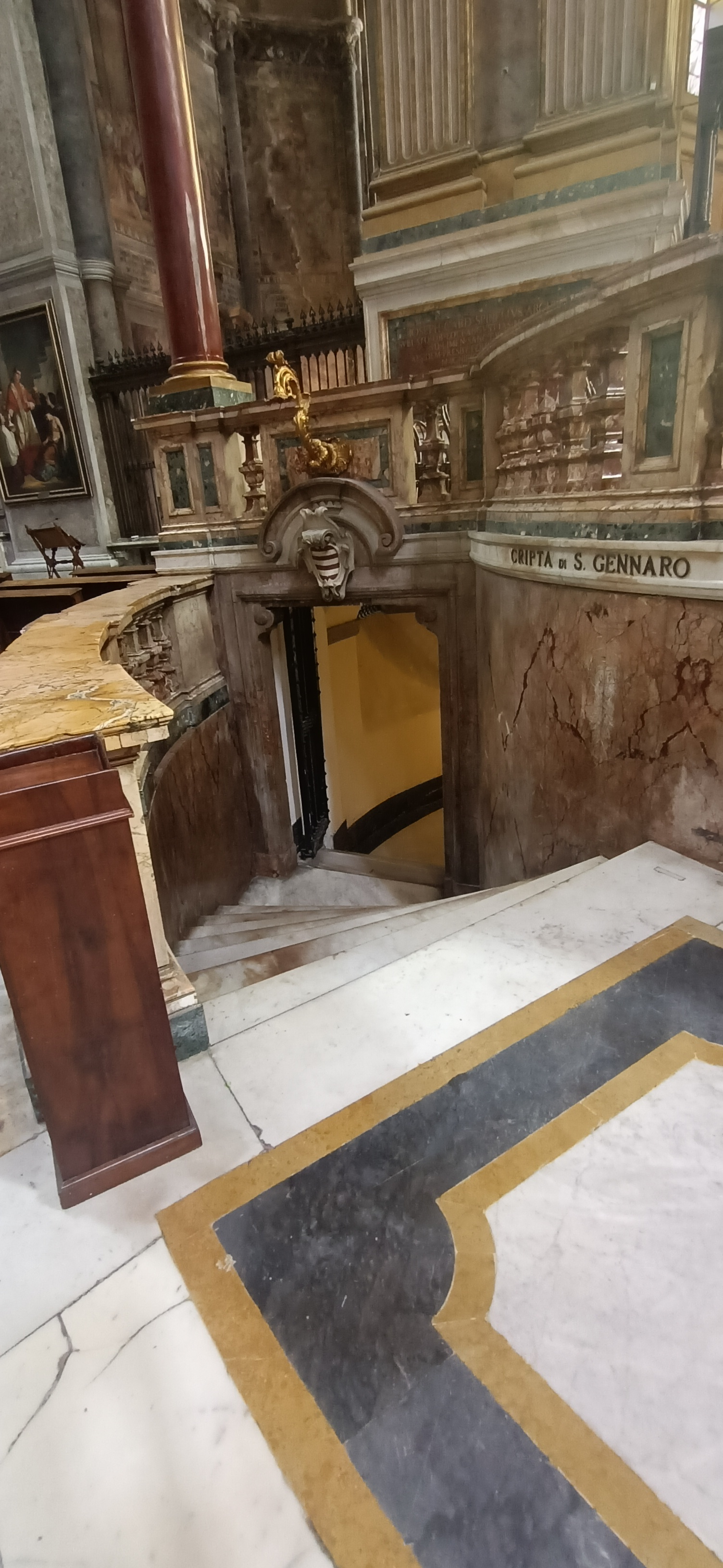
Ingresso della cripta del Succorpo

L'ambiente, accessibile dalle scale semicircolari poste sul transetto del duomo, in linea con l'abside, è rettangolare (12 x 9 m), rivestito in marmi e diviso in tre navate da colonne. Il soffitto è diviso in diciotto cassettoni ornati da altorilievi con figure di Santi e quattro teste di cherubini ad opera dello scultore Tommaso Malvito con l'ausilio della sua bottega. Ai quattro angoli del soffitto sono rappresentati i dottori della chiesa, San Gregorio Magno, Sant'Agostino da Ippona, Sant'Ambrogio e San Girolamo, mentre al centro i santi patroni di Napoli e storie di David e Giuditta.
Sulla parete di fondo si apre un'abside quadrata, coperta a cupola e ornata da ritratti in due medaglioni. Ai lati, l'intradosso delle finestre è ornato da angeli con lo stemma della famiglia Carafa. Nella navata centrale si trova la scultura di Oliviero Carafa in preghiera, committente della cappella ed ivi sepolto, attribuita ad un artista di scuola romana degli inizi del XVI secolo.
Sotto l'altare c'è l'urna con il corpo di san Gennaro; all'ingresso sono invece poste porte bronzee cinquecentesche con stemmi e emblemi ancora dei Carafa.